# Parc de les Aus
El Parc de les Aus ("Parque de las Aves", en español) fue un parque zoológico situado en el municipio barcelonés de Vilasar de Mar (Barcelona). 
El parque contaba con más de 1000 aves de 300 especies distintas. En el parque se criaban especies, algunas en peligro de extinción.
Fue cerrado por orden judicial en 2005.

## El mono Tico
Su animal estrella, y mascota, era un chimpancé llamado Tico. Tras el cierre de El Parc de les Aus se le trasladó a las instalaciones de la "Fundación Mona", donde actualmente reside.
Tico llegó al Parc de les Aus el 3 de octubre de 1989, cuando fue hallado por tres personas  que venían de celebrar el  cumpleaños de Carmen Vergés vecina de Vilassar de Mar  (Barcelona)Lo metieron en un coche Dian 6 y viajaron junto con el chimpace hasta el pueblo más cercano Vilassar de Mar  hacia el Parque de Las Aus, durante el viaje el chimpancé se mostró cariñoso con ellos e inteligente  . La salvación, y traslado a la Fundación Mona, fueron obra de la asociación Proanimals Segle XXI, de Mataró. En el año 2002, el parque recibió a Julio, un segundo chimpancé procedente del zoo de Fuengirola.
Un resolución judicial obligó al desalojo del parque virtud de una discusión hereditaria familiar.